# Encyklopedia ekumenizmu w Polsce (1964–2014)
Encyklopedia ekumenizmu w Polsce (1964–2014) (EEP) – encyklopedia poświęcona zagadnieniom ekumenizmu w Polsce w latach 1964–2014 wydana w 2016 roku nakładem Wydawnictwa Naukowego Uniwersytetu Papieskiego Jana Pawła II w Krakowie. Redaktorami publikacji byli Józef Budniak, Zygfryd Glaeser, Tadeusz Kałużny i Zdzisław J. Kijas.
Skład redaktorski encyklopedii tworzyli duchowni Kościoła rzymskokatolickiego, a w pracach nad publikacją brali również udział przedstawiciele Kościołów członkowskich Polskiej Rady Ekumenicznej w tym między innymi teolog ewangelicki prof. Karol Karski, a także diecezjalni referenci ds. ekumenizmu Kościoła rzymskokatolickiego oraz dziennikarze. Publikacja liczy 540 stron, a jej prezentacja odbyła się 28 maja 2016 podczas Międzynarodowej Konferencji Teologicznej w Kamieniu Śląskim, z udziałem kard. Waltera Kaspera.